# Mandevilla cuneifolia
Mandevilla cuneifolia är en oleanderväxtart som beskrevs av R. E. Woodson. Mandevilla cuneifolia ingår i släktet Mandevilla och familjen oleanderväxter. Inga underarter finns listade i Catalogue of Life.